# NIS-Baureihe B22
Die B22 war eine Baureihe von Tenderlokomotiven der Nederlands-Indische Spoorweg (NIS), die in den Jahren 1899 bis 1901 von der Sächsischen Maschinenfabrik aus Chemnitz nach Java geliefert wurden. Sie waren sowohl vor Güter- wie auch vor Personenzügen eingesetzt und waren bis Mitte der 1970er-Jahre im Einsatz.

## Geschichte

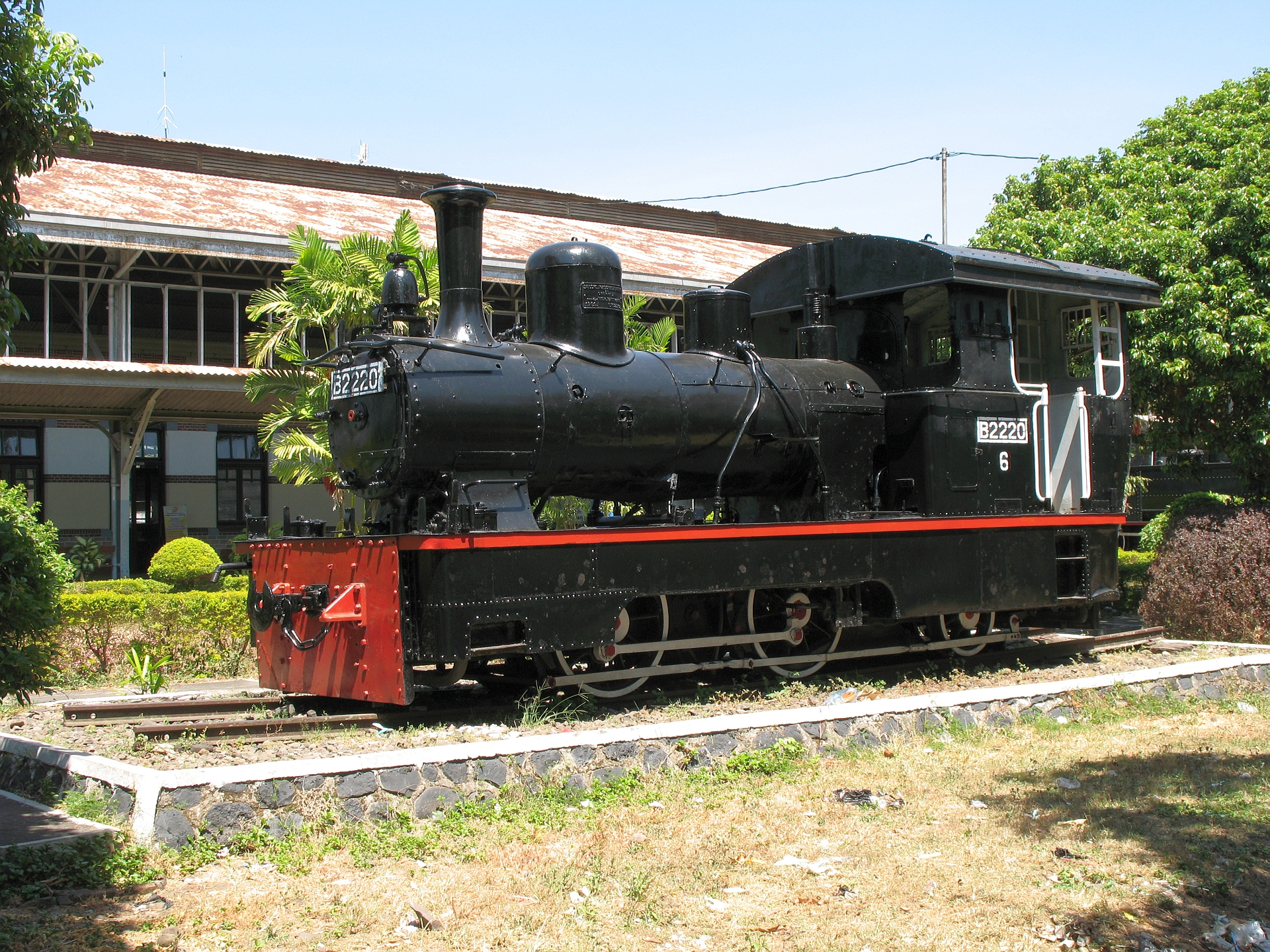
Erhaltene Lokomotive B2220 in Ambarawa, andere Seite

Die private Bahngesellschaft Nederlands-Indische Spoorweg (NIS) betrieb auf Java ein Streckennetz in Kapspur, für welches die Sächsische Maschinenfabrik vormals Richard Hartmann zwanzig Tenderlokomotiven lieferte. Sie wurden zwischen 1899 und 1901 gebaut und trugen die Fabriknummern 2447–2455 und 2558–2568. Die Lokomotive Nr. 318 mit der Fabriknummer 2561 wurden an der Weltausstellung Paris 1900 gezeigt.
Während des Zweiten Weltkriegs gerieten 1942 alle indonesischen Bahnen unter eine Verwaltung und die Lokomotiven erhielten die Baureihenbezeichnung B22 mit neuen Nummern, wobei sich das B auf die zwei Treibradsätze bezieht.
Nach dem Zweiten Weltkrieg wurde eine Lokomotive nach Südsumatra verbracht, die restlichen waren den Depots Solo Balapan in Surakarta, im Abzweigbahnhof Gundih 40 km nördlich von Surakarta, Kudus und Purwokerto zugeteilt. Die Lokomotiven waren bis Mitte der 1970er-Jahre im kommerziellen Einsatz.
Es sind drei Lokomotiven erhalten geblieben: die B2207 und B2209 sind im Transportmuseum im Vergnügungspark Taman Mini Indonesia Indah im Osten Jakartas ausgestellt, die B2220 im Eisenbahnmuseum Ambarawa.

## Technik

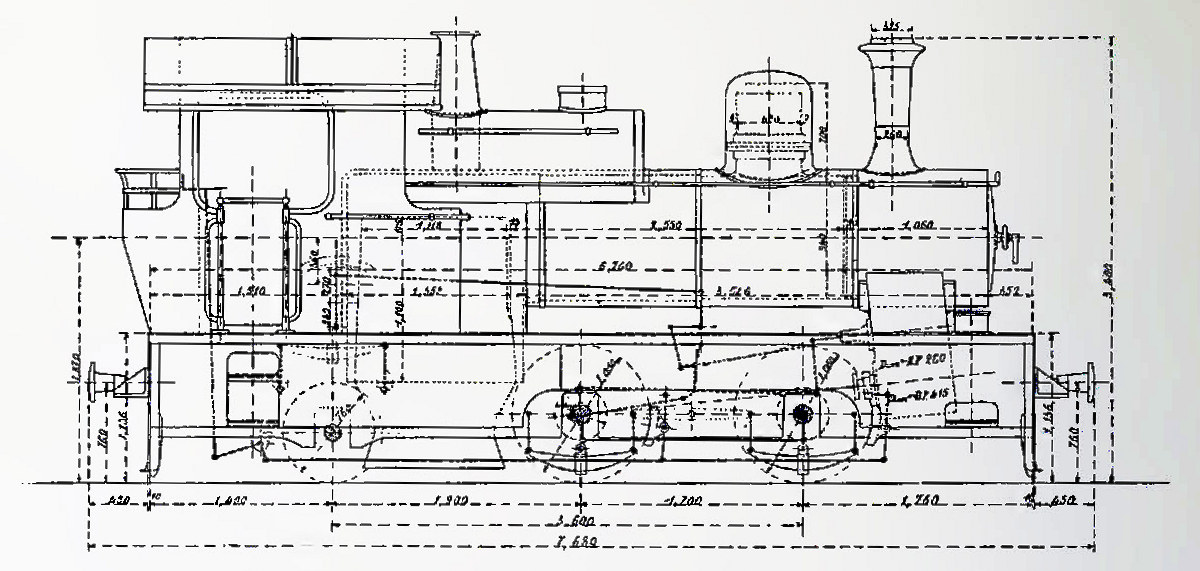
Zeichnung der Lokomotive Nr. 318

Die Lokomotive hatte die Aufgabe einen 140-t-Zug mit einer Geschwindigkeit von 25 km/h über eine 5 ‰-Steigung mit Bögen von 200 m Radius zu befördern. In der Ebene musste sie 40 km/h erreichen, 150-m-Bögen mussten durchfahren werden können.
Die Feuerung war entweder mit Kohle oder mit Schweröl möglich, denn es sollte der Brennstoff von den 1893 entdeckten lokalen Ölvorkommen in Cepu im Regierungsbezirk Blora genutzt werden können. Für den Betrieb der Dampflok wurde ansonsten Braunkohle aus Ombilin auf Sumatra oder importierte Steinkohle aus Cardiff verwendet. Die Lokomotiven hatten ein teilweise verkleidetes Triebwerk, das so vor Staub geschützt werden sollte. Das Gewicht der Einzelteile der Lokomotive wurde in Rücksichtnahme auf die geringere Muskelkraft der lokalen Bevölkerung beschränkt.
Das Fahrwerk bestand aus zwei Treibradsätzen und einer Nachlaufachse. Der Antrieb erfolgte durch ein Innentriebwerk, das als Verbundmaschine mit geneigten Zylindern ausgeführt war. Es war mit einer Anfahrvorrichtung System Lindner versehen, die bei der Anfahrt Frischdampf in den Überströmkasten zwischen Hochdruck- und Niederdruckzylinder einleiten konnte. Der Rahmen war als Blechrahmen mit 15 mm Wandstärke ausgeführt.
Der Brenner der Ölfeuerung war unter dem Führerstandboden montiert, der Öltank war sattelförmig vor dem Führerhaus angebracht und fasste 520 kg Schweröl. Er konnte zusätzlich mittels einer Heizschlange mit Dampf beheizt werden, um die Fließfähigkeit des Öls zu erhöhen. Auf späteren Bildern der Lokomotive ist der Öltank nicht mehr zu sehen. Der Kohlenbehälter war hinter dem Führerstand angebracht und fasste 700 kg Kohle. Die Wassertanks waren am Längsträger des Rahmens unterhalb der Schürze befestigt und fassten 2750 Liter.